# Etlingera gracilis
Etlingera gracilis là một loài thực vật có hoa trong họ Gừng. Loài này được (Valeton) R.M.Sm. mô tả khoa học đầu tiên năm 1986.